# Clemens Breitenbach
Clemens (Georg Joseph) Breitenbach (* 19. März 1864 in Hochheim (Thüringen); † 1943 in Osnabrück) war ein deutscher Komponist und Pädagoge.

## Leben
Breitenbach besuchte das Gymnasium in Hildesheim. Er war dort auch von 1881 bis 1884 Teilnehmer des Lehrerseminars. Nach mehreren Anstellungen als Lehrer (u. a. in Ludwigslust, Lingen und Osnabrück) besuchte er die Kirchenmusikschule in Regensburg. Dort bildete er sich im Kontrapunkt und Orgelspiel und studierte Musikgeschichte und Gregorianischen Choral.

## Werke (Auswahl)
Seine Kompositionen umfassen Kammermusik, Orgelstücke, Choräle und Lieder.
- Laudate, fünfzig neue Orgel-Compositionen für den kirchlichen Gebrauch op. 1, Franz Borgmeyer, Hildesheim, 1893 (Digitalisat des Münchener Digitalisierungszentrums der Bayerischen Staatsbibliothek)
- Magnificat, fünfundvierzig leichte Orgel-Moderato für den kirchlichen Gebrauch, auch für Harmonium spielbar op. 2, Franz Borgmeyer, Hildesheim, 1893 (Digitalisat des Münchener Digitalisierungszentrums der Bayerischen Staatsbibliothek)
- Zwölf Fughetten zu drei Stimmen für Orgel oder Harmonium, Pflugmacher, Leipzig: Pflugmacher, 1896
- Exaltabo, vier Fugen für Orgel zum kirchlichen Gebrauch op. 6, Franz Borgmeyer, Hildesheim, 1898
- Confitebor, einundfünfzig neue Orgel-Kompositionen ruhigen Charakters für den kirchlichen Gebrauch, auch für Harmonium spielbar op. 7, Coppenrath, Regensburg, 1899 (Digitalisat des Münchener Digitalisierungszentrums der Bayerischen Staatsbibliothek)
- „Gloria“, dreißig neue Orgel-Stücke für den kirchlichen Gebrauch op. 8, Franz Borgmeyer, Hildesheim, 1898
- „Ecce.“, dreiundzwanig Orgeltrio über gregorianische Melodieen und einige Originalmotive für den kirchlichen Gebrauch op. 9,    Coppenrath, Regensburg, 1901 (Digitalisat des Münchener Digitalisierungszentrums der Bayerischen Staatsbibliothek)
- Fünfzig Fughetten für Orgel op. 12, Steingräber, Leipzig, 1902 OCLC 898556174
- Vesper „Die Abendglocken klangen“, Text: Joseph von Eichendorff, Lied für eine Singstimme mit Klavierbegleitung op. 14, Coppenrath, Regensburg, 1903 OCLC 165577306
- Elisabeths Rosen, Text: Ludwig Bechstein, Lied für eine Singstimme mit Klavierbegleitung op. 15, Coppenrath, Regensburg, 1903 OCLC 165577318
- Kleines und leichtes Orgel-Vademecum, 135 kurze, leichte und kirchliche Prae-, Inter- und Postludien in 45 Nummern für Orgel, auch für Harmonium spielbar op. 16, Coppenrath, Regensburg, 1909 (Digitalisat des Münchener Digitalisierungszentrums der Bayerischen Staatsbibliothek)
- Cantabo, vierzig Orgelstücke für den kirchlichen. Gebrauch op. 19, Coppenrath, Regensburg, 1905 (Digitalisat des Münchener Digitalisierungszentrums der Bayerischen Staatsbibliothek)
- Fantasia für Orgel op. 21 OCLC 498598364
- Orgelstücke zur Weihnachtszeit op. 22 I Lasst uns das Kindlein wiegen aus II O du fröhliche
- Sieben Fest-Orgelstücke kirchlichen Charakters zu Ehren Unserer Lieben Frau von Lourdes op. 23, Coppenrath, Regensburg, 1910 OCLC 165577322 (Digitalisat des Münchener Digitalisierungszentrums der Bayerischen Staatsbibliothek)
- Sonate für Violine und Klavier in a-moll op. 24 OCLC 165577329